# Éric Labaye
Pour les articles homonymes, voir Labaye.
Éric Labaye, né en 1961 à Argenton-sur-Creuse (France), est un consultant et dirigeant d'entreprise français. Président de l'École polytechnique de septembre 2018 à septembre 2023, il fut membre du comité de direction du cabinet McKinsey & Company ainsi qu'ingénieur des télécoms.
En 2025, il devient président du conseil d’administration d’Eutelsat.

## Biographie

### Jeunesse et études
Éric Labaye naît à Argenton-sur-Creuse (Indre) en 1961. Fils unique, il passe son enfance dans le village de Mouhers,. Ses parents sont instituteurs, puis professeurs de mathématiques en collège à Châteauroux,. 
Passionné par les matières scientifiques, il intègre une classe préparatoire scientifique au lycée Louis-le-Grand (Paris), puis entre à l'École polytechnique en 1980. Il en sort diplômé en 1983, puis intègre Télécom Paris et le corps des télécoms. Dans le cadre de ses études, il fait un stage d'un an à New York dans le domaine du marketing. C'est là qu'il découvre le cabinet de conseil McKinsey & Company à travers l'ouvrage In Search of Excellence, best-seller rédigé par deux consultants du cabinet et devenu un classique de la littérature managériale,,. En 1985, il obtient un Master of Science en ingénierie électrique de Télécom Paris, puis rentre en France.

### Carrière à McKinsey & Company
De retour en France, Éric Labaye demande à la direction générale des Télécommunications de pouvoir poursuivre sa carrière à l'étranger, mais démissionne devant le refus de l’administration. Il prend par la suite contact avec Philippe Kaas, ancien élève de Polytechnique (promotion 1971) et consultant chez McKinsey & Company, qui l'encourage à postuler auprès du cabinet. Le 16 septembre 1985, Éric Labaye intègre finalement le groupe américain. Ce dernier lui offre un MBA au sein de l'Institut européen d'administration des affaires (INSEAD) à Fontainebleau, afin de développer sa culture managériale et internationale. Il sort major de sa promotion en 1987, puis part vivre pendant 7 ans à New York, tout en travaillant pour le groupe,.
En 2002, il est nommé à la tête de la branche française de McKinsey & Company à Paris, puis intègre le conseil d'administration de l'entreprise en 2005 (il y sera réélu en 2008). Au sein du cabinet, il s’occupe dans un premier temps des entreprises du domaine des télécoms et du high-tech. Il s'intéresse ensuite progressivement à des thématiques liées au secteur public, comme la révision générale des politiques publiques (RGPP) ou la dématérialisation de l'État. Il s'investit également au sein du McKinsey Global Institute (MGI), un think tank dont il codirige plusieurs études et dont il se voit confier la présidence.
En tant que président de McKinsey France, il siège au sein de la commission pour la libération de la croissance française (aussi appelée « Commission Attali ») en 2007 et 2010. Il participe également à la commission Marescaux sur la réforme des centres hospitaliers universitaires (CHU) en 2009.
En 2010, il intègre le comité de direction mondial du cabinet, devenant le premier Français à atteindre cette position. Il s'occupe alors du département des études, financé par 5 % des ressources du cabinet pour produire des études prospectives destinées aux chefs d'entreprise,.
Il démissionne du cabinet le 16 septembre 2018, lors de sa nomination à la présidence de l'École polytechnique.

### Présidence de l'École polytechnique

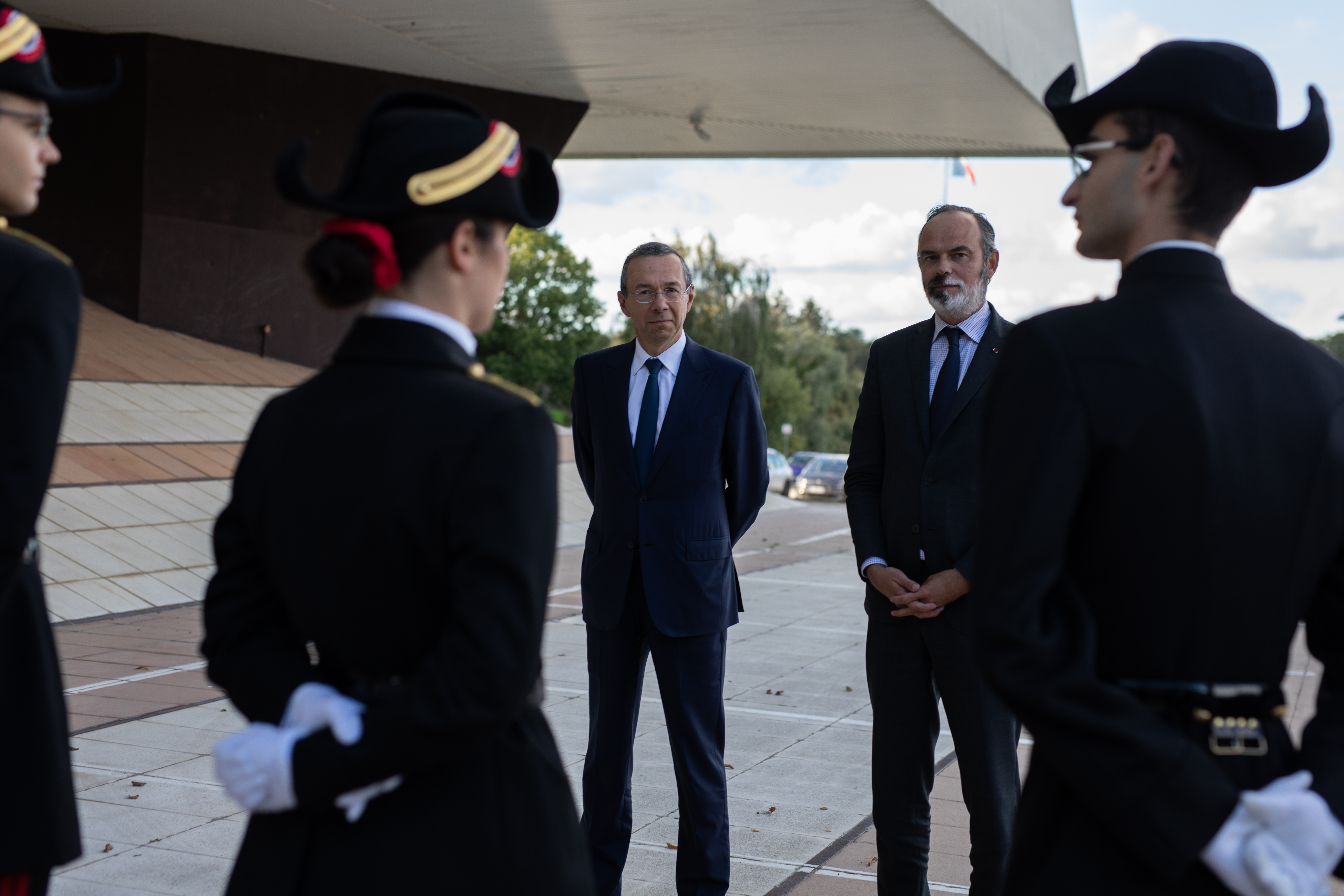
Éric Labaye et Édouard Philippe en 2021 à l'école Polytechnique.

Éric Labaye est nommé président du conseil d'administration de l'École polytechnique le 3 août 2018 par le Conseil des ministres et prend ses fonctions le 17 septembre 2018, succédant à Jacques Biot. Il avait auparavant déjà siégé au sein du conseil d'administration de Télécom Paris. Il arrive dans un contexte de changement stratégique pour l'école, qui souhaite fonder l'Institut polytechnique de Paris (IP Paris) aux côtés de quatre autres écoles d’ingénieurs du plateau de Saclay.
Son profil est alors atypique : c'est la première fois qu'une personne issue du secteur privé occupe cette position. Cette nomination suscite ainsi la controverse : une lettre ouverte est publiée par 300 élèves, anciens diplômés et personnels de l’école, dénonçant « un manager sans expérience dans la recherche ou l’enseignement supérieur ».
Durant sa présidence, Éric Labaye développe les partenariats de l'école avec des entreprises privées, à la fois dans un but économique (soutiens financiers) et dans un but académique (liens entre recherche publique et privée). Il tente également de renforcer l'attractivité internationale de Polytechnique et sa place dans les classements internationaux à travers l'IP Paris (structure qu'il préside). Il envisage en outre de doubler le nombre d'étudiants boursiers (qui ne représentaient que 11 % des effectifs en 2019) pour assurer une plus grande ouverture sociale à l'école.
En avril 2023, Éric Labaye annonce qu'il ne briguera pas un second mandat à la tête de l'école. Son mandat prend fin le 16 septembre 2023. Laura Chaubard, directrice de l'École polytechnique, prend alors la présidence par intérim.

### Eutelsat
En août 2025, il est nommé président du conseil d’administration d’Eutelsat, opérateur français de satellites spécialisé dans les télécoms.